# Mudéjar

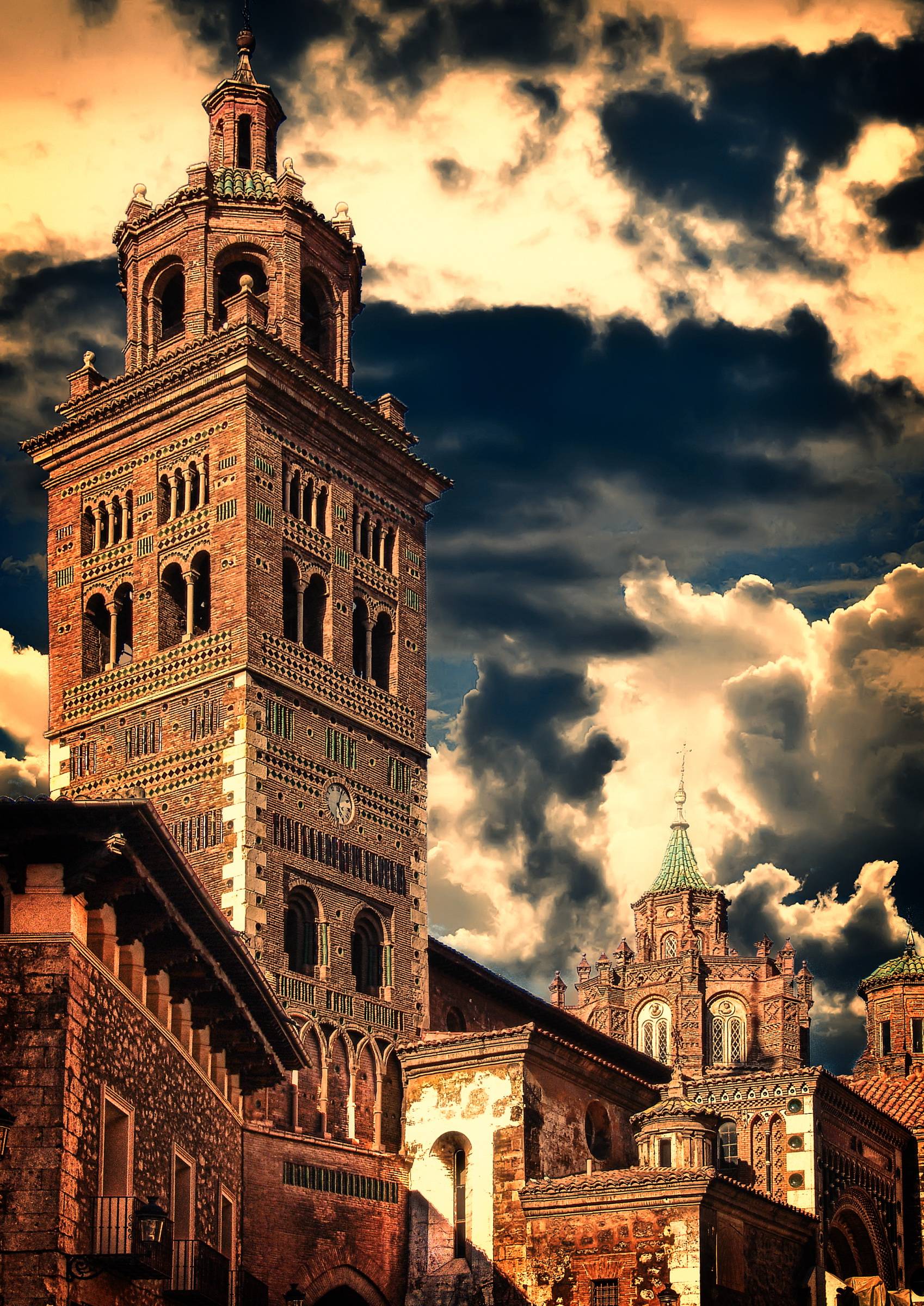
Katedra w Teruel zbudowana w stylu mudejar

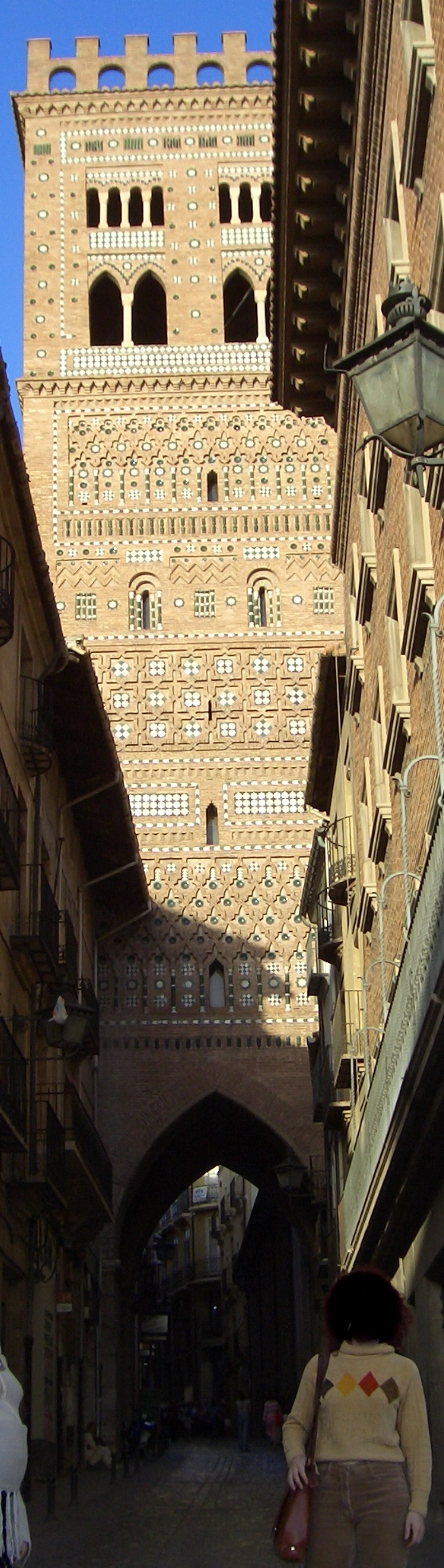
Wieża kościoła San Salvador w Teruel

Mudejar (z arab. مدجن mudadżdżan, ten, który mógł zostać w Hiszpanii) – styl w hiszpańskiej architekturze i sztuce, który rozwinął się z połączenia elementów islamskich i chrześcijańskich (romańskich i gotyckich). Mudejarami nazywano Maurów żyjących na ziemiach znajdujących się pod władzą chrześcijan; było wśród nich wielu rzemieślników, którzy przyczynili się do powstania nowego stylu. 
Styl mudejar pojawił się w XII wieku i przetrwał do XVII wieku. Największy jego rozkwit nastąpił w okresie gotyku (XV–XVI w.). Jego cechy charakterystyczne to bogactwo dekoracji ornamentalnych wykonywanych w stiuku, drewnie i cegle, którymi pokrywano płaszczyzny tak, by ściany przypominały haftowane lub tkane draperie. Unikano za to przedstawień postaci ludzkich lub zwierzęcych. Wykorzystywano łuki typowe dla architektury mauretańskiej. Pomieszczenia przykrywano stropami kasetonowymi i sklepieniami stalaktytowymi. Stosowano również azulejos.

## Wybrane zabytki
- kościoły Santa María la Blanca i San Benito w Toledo;
- Alkazar w Sewilli;
- Kościół Bożego Ciała w Segowii;
- zespół architektoniczny miasta i prowincji Teruel w Aragonii, najlepszy przykład tzw. aragońskiej odmiany mudejar, wpisany na listę UNESCO.
- Klasztor Sant Jeroni de Cotalba w Walencji,